# ريوكا يوزوكي
ريوكا يوزوكي (柚木涼香 يوزوكي ريوكا) هي مؤدية أصوات يابانية ولدت في 10 يناير 1974 في أنجو، أيتشي.

## أدوارها في الأنمي

### مسلسلات أنمي تلفزيونية
- ناروتو - إينو ياماناكا
- ناروتو شيبودن - إينو ياماناكا
- بوروتو: ناروتو نكست جينيريشنز - إينو ياماناكا
- روك لي وأصدقائه النينجا - إينو ياماناكا
- تو لاف-رو - ريسا موميوكا
- باندورا هارتس - أرنبة
- كيشين تايسن جيجانتيك فورميولا - لي تساو ين
- أسطول الزجاج - رايتشل
- كوينز بليد: المحاربة المتجولة - كاتليا
- كوينز بليد: وريثة العرش - كاتليا
- شوغو كارا! - تيماري
- شوغو كارا!! دوكي - تيماري
- شوغو كارا بارتي! - تيماري
- بوسو رينكين - توكيكو تسومورا
- AIR - ميناغي تونو
- إينيشال دي Second Stage - كازومي أكياما
- إينيشال دي Fourth Stage - كازومي أكياما
- إينوياشا - الأميرة تسويو
- X - أراشي كيشو
- تشوبيتس - تاكاكو شيميزو
- إندكس معينة خاصة بالسحر II - أوريانا تومسون
- رايلغان معينة خاصة بالعلم - أومي ياناغيساكو
- رايلغان معينة خاصة بالعلم S - أومي ياناغيساكو
- المتحري الروحي ياكومو - ميوكي ناناسي
- كامينوميزو شيرو سيكاي - ماري كاتسوراغي
- كامينوميزو شيرو سيكاي 2 - ماري كاتسوراغي
- كامينوميزو شيرو سيكاي: الحارسات - ماري كاتسوراغي
- آيرون مان - ساندرا
- هيوغيمونو - أوني
- حفيد نوراريهيون: عاصمة العفاريت - أواشيما
- كيل لا كيل - ساتسوكي كيريوين
- فتاة الجحيم - ماسامي سيكيموتو
- ديفل ماي كراي - لين
- ترينيتي سفن - أكيو فودو
- بوبوكي بورانكي - ميغيوا كازوكي
- بوبوكي بورانكي: عمالقة الكوكب - ميغيوا كازوكي
- بوكيمون - آنسة بريسيلا
- وورلد تريغر - رين كاغامي
- كوميديا رومانسية شبابي خاطئة كما توقعت. - شيزوكا هيراتسكا
- كوميديا رومانسية شبابي خاطئة كما توقعت. التتمة - شيزوكا هيراتسكا
- مونستر هنتر ستوريز RIDE ON - والدة لوت
- ذا ريفليكشن - في لي
- كارد كابتور ساكورا - ناكورو أكيزوكي/روبي مون
- كارد كابتور ساكورا: بطاقات كلير - ناكورو أكيزوكي/روبي مون

### أوفا أنمي
- تسوباسا شونرايكي - سوما
- كوينز بليد: المحاربات الجميلات - كاتليا
- كامينوميزو شيرو سيكاي: تنري - ماري كاتسوراغي

### أفلام أنمي
- إكس إكس إكس هوليك: حلم ليلة منتصف الصيف - الفتاة
- فيلم ناروتو شيبودن: إرادة النار - إينو ياماناكا
- سلسلة أفلام كود غياس: أكيتو المنفي
  - كود غياس: أكيتو المنفي: الفصل الثاني «انقسام التنين» - أكيتو هيوغا (أيام الطفولة)
- ترينيتي سفن: «إترنيتي لايبراري» و «ألكيميك غيرل» - أكيو فودو

## أدوارها في ألعاب الفيديو
- ناروتو شيبودن: كيزونا درايف - إينو ياماناكا
- ناروتو: باورفل شيبودن - إينو ياماناكا
- ناروتو شيبودن: ألتيميت نينجا ستورم ريفولوشن - إينو ياماناكا
- ناروتو شيبودن: ألتيميت نينجا ستورم 4 - إينو ياماناكا
- فيت/إكسترا - بيرسيركر
- X: القرار المصيري - أراشي كيشو

## أدوارها في الدبلجة اليابانية
- ترانسفورمرز أنيميتد - بلاك أراكنيا، إيليتا-1
- ترانسفورمرز: برايم - إيراكنيد
- ماي ليتل بوني: فرندشيب إز ماجيك - تريكسي

## وصلات خارجية
- ريوكا يوزوكي على موقع IMDb (الإنجليزية)
- ريوكا يوزوكي على موقع ميوزك برينز (الإنجليزية)
- ريوكا يوزوكي على موقع قاعدة بيانات الفيلم (الإنجليزية)
- ريوكا يوزوكي على موقع ANN person (الإنجليزية)